# Железничка станица Даниловград
Железничка станица Даниловград је једна од железничких станица на прузи Подгорица—Никшић. Налази се насељу Даниловград у општини Даниловград. Пруга се наставља у једном смеру ка Острогу и у другом према Спужу. Железничка станица Даниловград састоји се из 4 колосека.